# Parmentiera aculeata
Espèce
Synonymes
- Crescentia aculeata Kunth - basionyme
- Crescentia edulis Desv.
- Crescentia edulis Moc. ex A. DC.
- Crescentia musaecarpa Zaldivar ex C. Heller
- Parmentiera edulis DC.
- Parmentiera edulis Raf.
- Parmentiera foliolosa Miers
- Parmentiera lanceolata Miers[2]

Parmentiera aculeata, le guajilote (de “cuahuitl”, arbre en Náhuatl, et “xilotl” = Jilote d'arbre) ou Parmentiéra épineux, est une espèce de plantes à fleurs de la famille des Bignoniaceae (famille du calebassier). C'est un petit arbre ou un arbuste que l'on rencontre dans les forêts basses à feuillage caduc du sud au centre du Mexique et en Amérique centrale. Ses fleurs apparaissent directement dans le tronc (cauliflorie). Le fruit charnu, allongé et côtelé est comestible. Ses feuilles sont composées palmées à 2-3 folioles. On peut le rencontrer sous des climats tropicaux à tempérés, depuis le niveau de la mer jusqu'à 2.240 m d'altitude.

## Noms vernaculaires
Parmi ses noms vernaculaires connus, on peut citer :
- Anglais : Candle Tree, Cucumber Tree, Cow Okra, Food Candle Tree, Yellowtaper Candletree.
- Bélize : K’at (Maya), Cow Okra, Kat, Wild Okra.
- Costa Rica : Cuajilote (espagnol).
- Français : Parmentiéra Épineux.
- Guatemala : Cuajilote, Guajilote (espagnol).
- Mexique : Auve-Quec (Chontales), Tzote (Huaxtèque), Chote, Chote Cuáhuitl, Coxilotl, Cuaxilot “Palo De Jilote”, Cuaxilotl (Nahuatl), Tyacuanajun (Mixtèque), Camburito, Chachi, Chayote, Chote, Chotes, Cuachilote, Cuajiote, Cuajilote, Guachilote, Guajilote, huachilote, pepino kat, cacao de mono, jilote de árbol, Peino De Árbol, Turi (espagnol), Puch (Tepehuanes), Puxni (Totonaque), Guetoxiga (Zapotèque), Tzutzu (Zoque), Cuajxilutl.
- République Dominicaine : Guineito (espagnol).
- Salvador : Cuajilote (espagnol).
- Venezuela : Camburito (en raison de la forme de son fruit similaire à un cambur, une banane).

## Description
Il s'agit d'un arbre à feuillage sempervirent ou caduc facultatif, qui peut atteindre 12 à 15 mètres de hauteur, avec un gros tronc très ramifié dès sa base. Le tronc principal peut atteindre 30 cm de diamètre DHP, porte des épines courbes aux nœuds des branches. Les rameaux juvéniles sont légèrement pubescents.
Les feuilles, opposées, sub-opposée ou plus rarement alternes, mesurent de 6 à 15 cm de long, et sont composées à 2-3 folioles à marge entière, discolores (vert foncé sur la face supérieur et plus clair en dessous), mesurant de 1.5 x 3.5 cm à 8 x 3 cm. La foliole terminale de la pointe est généralement plus grande.
Les fleurs apparaissent solitaires ou groupées, directement sur le tronc (cauliflorie), sur les grosses branches et à leur extrémité. Elles sont de couleur, vert-blanchâtre, décorées de lignes pourpres. 
Le fruit caractéristique de cette espèce, met environ quarante jours après la floraison pour mûrir. Il est allongé et charnu, mesurant jusqu'à de 20 cm de long pour 6.5 cm de diamètre, pourvu de petites côtes proéminentes, de couleur vert-jaunâtre et fibreux à l'intérieur. Il contient des nombreuses petites graines aplaties d'environ 3.5 mm de diamètre ressemblant à celles du piment.

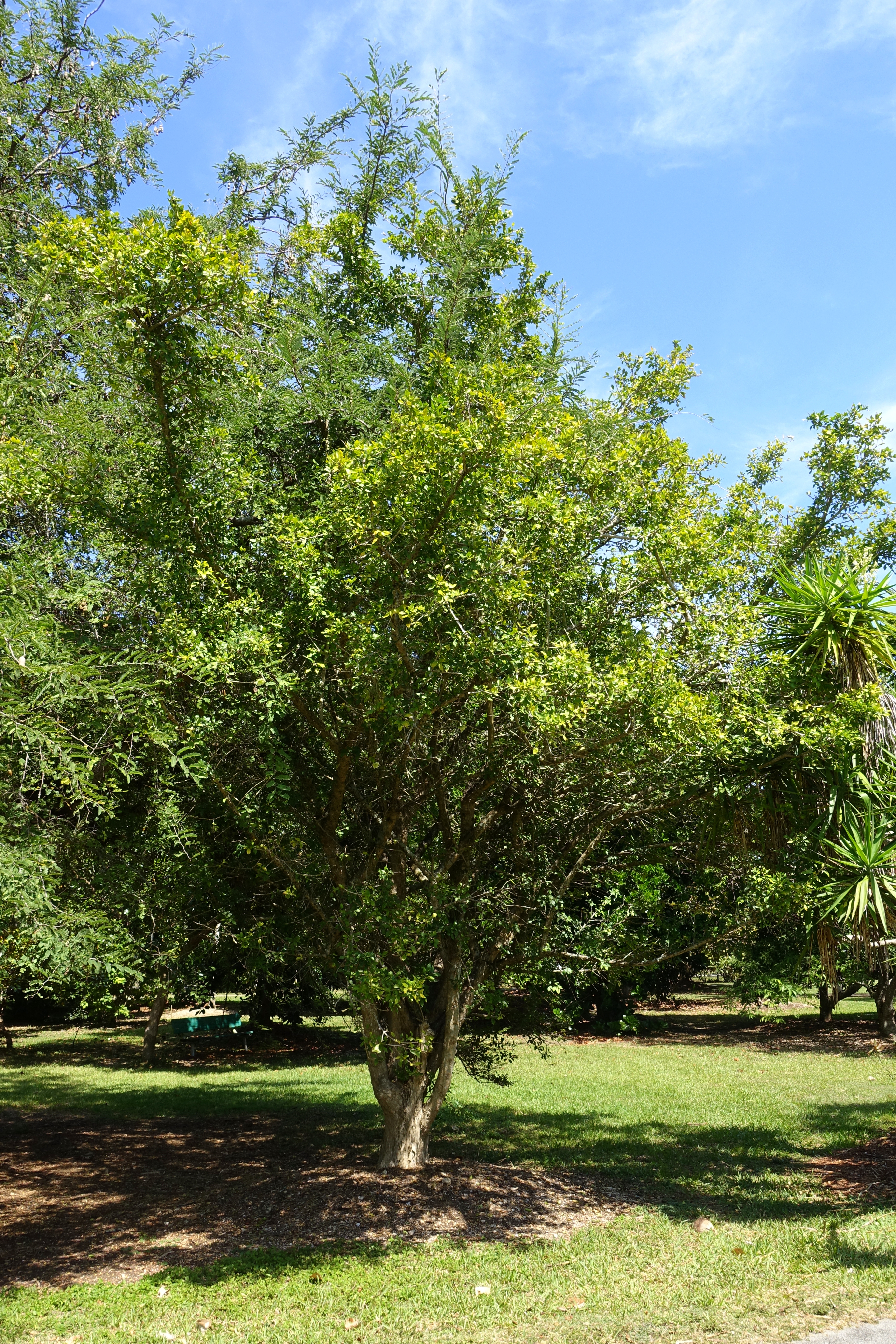
Vue d'ensemble d'un pied de Parmentiera aculeata (en culture au "Fruit and Spice Park", à Homestead, en Floride).
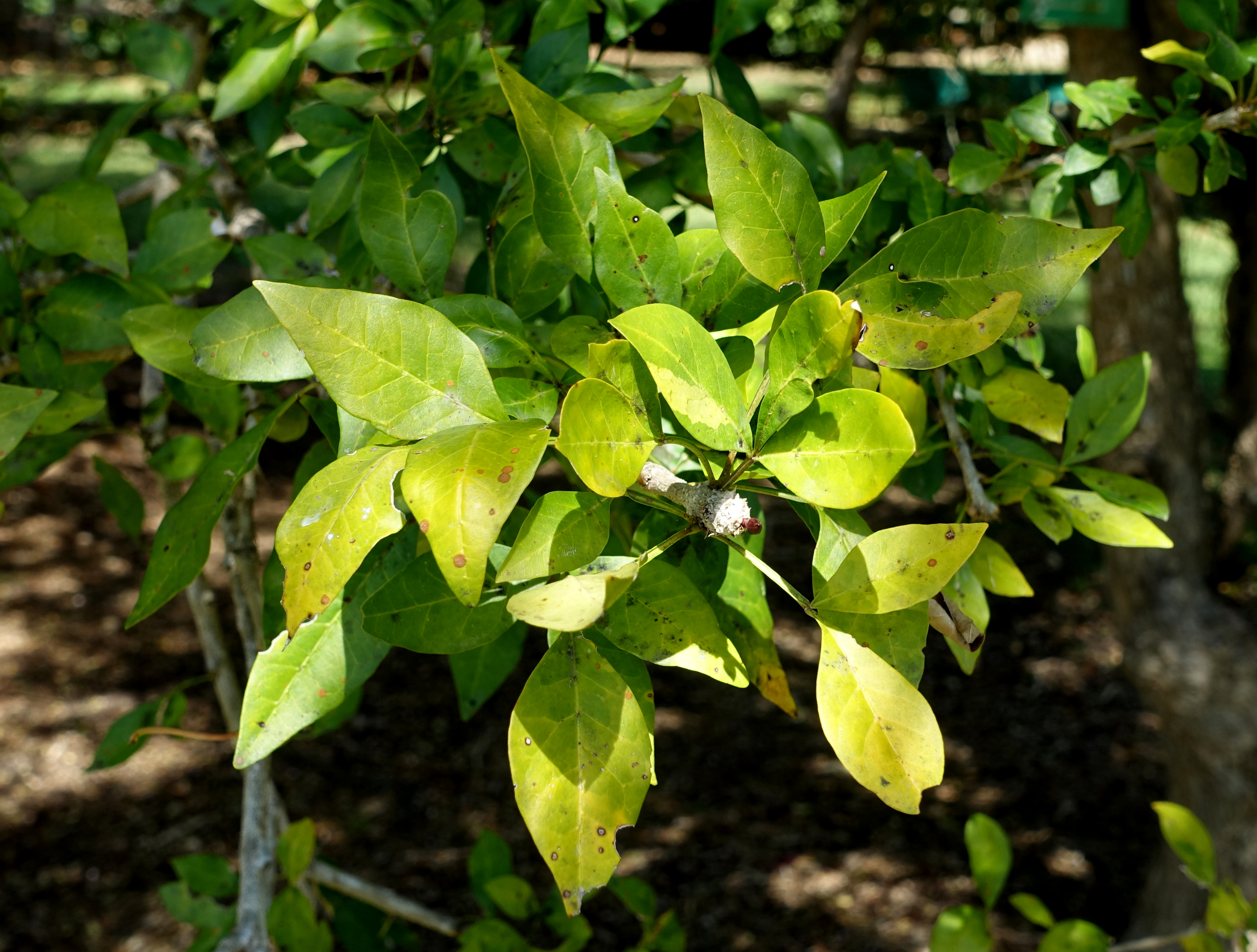
Détail du feuillage de Parmentiera aculeata (à Homestead, en Floride).
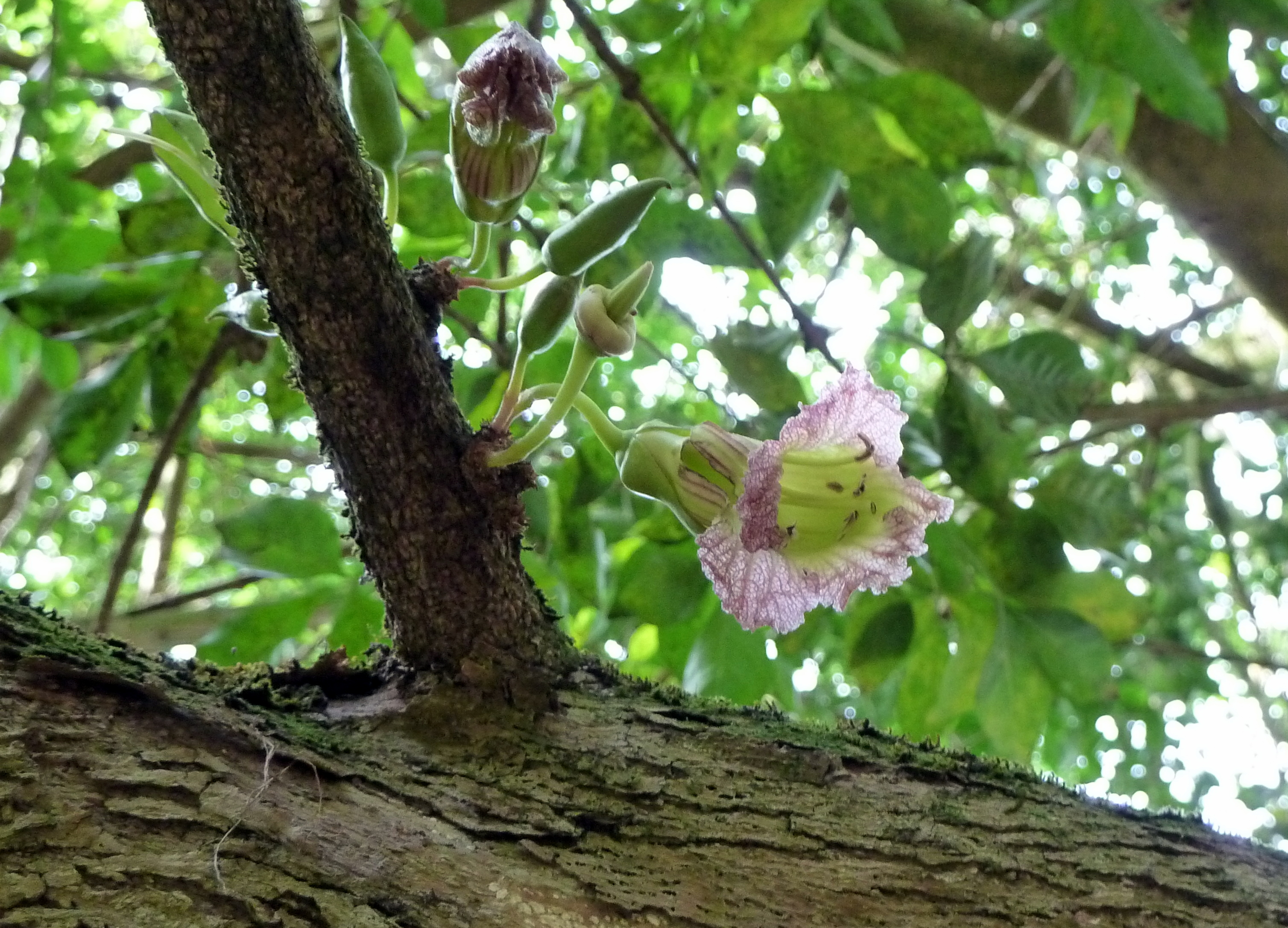
Bouton, fleur et jeunes fruits de Parmentiera aculeata.
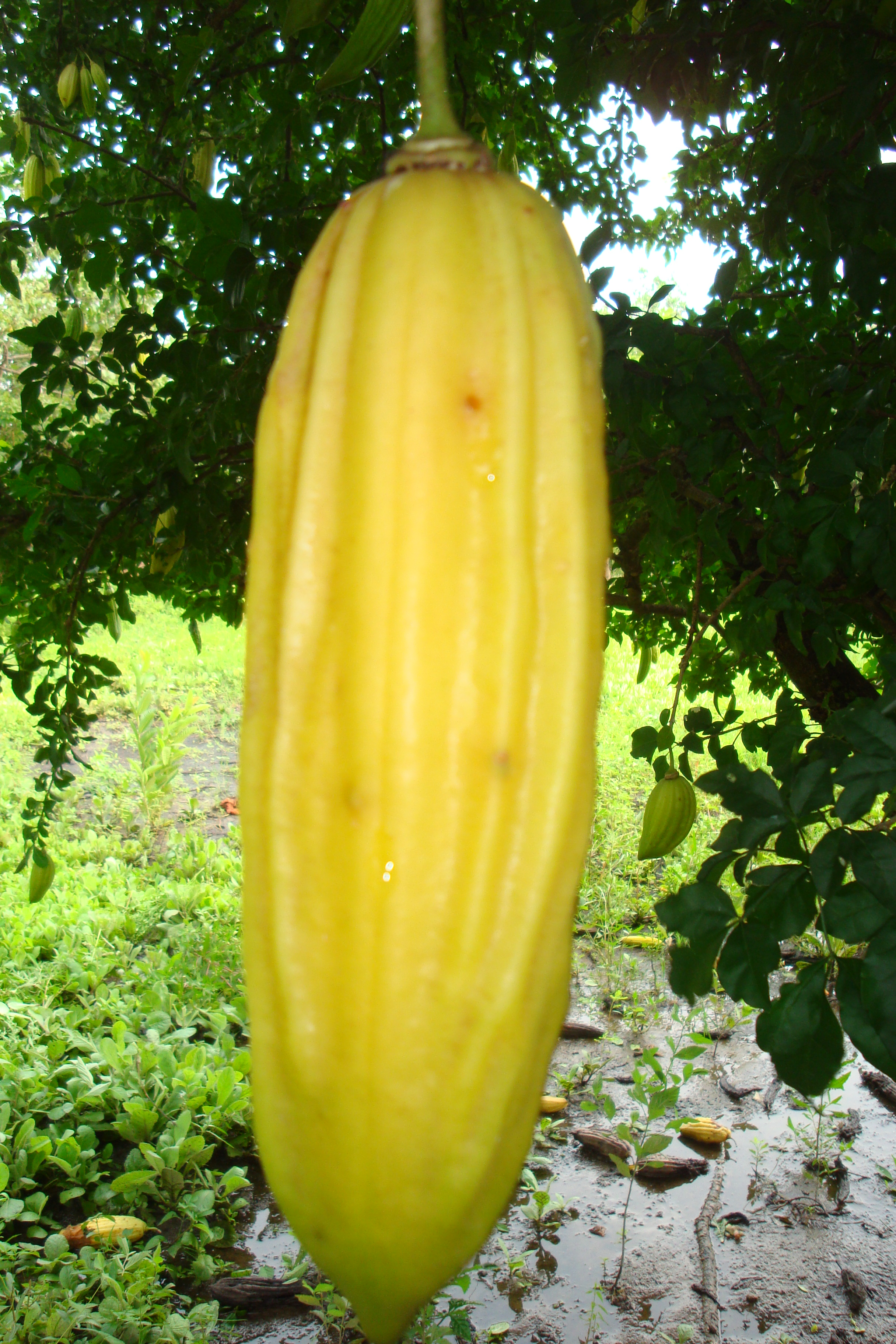
Fruit de Parmentiera aculeata.

## Répartition
Originaire d'une région allant du Mexique au Nord de l'Amérique Centrale, cette espèce est largement distribuée dans les régions tropicales du Mexique, jusqu'au Salvador et au Honduras.
Au Mexique on le rencontre dans les États de Sinaloa, Tamaulipas, San Luis Potosí, Querétaro, Hidalgo, Nayarit, Colima, Michoacán, État de México, Morelos, Puebla, Veracruz, Guerrero, Oaxaca, Tabasco, Chiapas, Campeche.
Elle s'est naturalisée dans quelques régions d'Australie. Cultivée dans autres zones d'Amérique tropicale et dans l'Ancien Monde.
Étant donné sa tendance à prospérer dans les situations perturbées et la relative protection que lui confère l'homme, il n'a pas des problèmes de subsistance jusqu'à présent.

## Habitat
Il pousse dans les vergers, mais il est surtout associé aux forêts tropicales caducifoliées et sempervirentes, aux zones xérophiles, et aux forêts mésophiles de montagne à chênes et à pins. Il supporte les climats chauds tropicaux, subtropicaux, à tempérés, depuis le niveau de la mer jusqu'à 2.240 m d'altitude, préférant une température moyenne annuelle autour de 20 - 29° C et avec des précipitations annuelles de 800 à 1.200 mm, et un sol sédimentaire à volcanique.
Il est caractéristique des végétations secondaires dérivées de différents types de forêts tropicales. Dans quelques zones il est protégé car employé comme arbre d'ombrage dans les pâturages, ou aux environs des maisons et dans les vergers familiaux,.

## Usages
Son fruit, dont la saveur peut rappeler la canne à sucre, est consommé cru ou cuit. Dans les faits, sa consommation est restreinte aux zones où il est abondant, et où il est aussi employé pour le fourrage.
Tant les fruits que l'écorce ou les racines ont des usages médicinaux en médecine traditionnelle chez les curanderos mexicains pour traiter quelques affections du rein. Bien que riche en vitamine A, son fruit ne jouit pas de grande popularité sur les marchés alimentaires au Mexique.
Au Chiapas, le cuajilote est un arbre dont les fruits sont largement utilisés pour nourrir le bétail, lui procurer de l'ombrage, comme bois énergie, pour le plessage des haies vives, pour la consommation humaine, à des fins médicinales et pour fabriquer divers outils agricoles. On lui connaît de nombreux usages de Veracruz au Salvador et au Guatemala. León y Poveda (2000) signalent aussi des usages multiples de cette espèce notamment comme fourrage, dans les régions de forêts sèches et sub-humides de Guanacaste (Costa Rica), probablement dans une tradition d'introduction préhispanique
,. Bien que cette espèce soit polyvalente, elle n'entre pas dans une catégorie de la norme 059 2010 de la SEMARNAT.